# The Aviation Herald
The Aviation Herald ist eine englischsprachige Website, die sicherheitsrelevante Ereignisse und Nachrichten aus dem Bereich der kommerziellen Luftfahrt publiziert.

## Geschichte
Die Website wurde am 12. Mai 2008 als Ein-Mann-Projekt des Betreibers Simon Hradecky, einem österreichischen Experten für Luftfahrtsicherheit, eröffnet. Sie zog bereits im ersten Monat über 1000 Leser an; acht Monate später waren es über 100.000; nach zehn Jahren hatte die Webseite monatlich rund 3,5 Millionen Besucher. Die Anfänge der Recherchen Hradeckys gehen zurück ins Jahr 1995, so dass sich auf der Website trotz ihres Starts im Jahr 2008 Berichte über Geschehnisse bis zum 19. Juni 1999 abrufen lassen. Bislang sind dort über 31.700 Artikel abrufbar (Stand Juli 2025).

## Beschreibung
The Aviation Herald erfasst bei kommerziellen Flügen aufgetretene Vorkommnisse (Flugzeuge mit mindestens 19 Sitzen). Laut Eigenangabe basieren die publizierten Nachrichten auf eigenen Recherchen und werden nur aufgenommen, wenn Meldungen von mindestens zwei inoffiziellen, voneinander unabhängigen Quellen oder einer offiziellen Quelle vorliegen.
Die optisch im No-Frills-Stil gestaltete Website listet in Schlagzeilen die jüngsten Ereignisse und Nachrichten der Luftfahrt auf, die sämtlich einer der Kategorien
- Crash (Absturz)
- Accident (Unfall)
- Incident (Zwischenfall)
- News (Nachricht)
- Report (Bericht)

zugeordnet sind und dementsprechend vom Besucher gefiltert werden können. Hinter den Schlagzeilen verbergen sich Artikel, die in der Folge aktuell gehalten werden. Beispielsweise werden auch Jahre nach einem Flugunfall die Abschlussberichte der zugehörigen Flugunfalluntersuchungen in den ursprünglichen Artikel eingearbeitet. Entsprechend ermöglicht eine weitere Funktion, Erstmeldungen („Occurrence“) oder aktualisierte Meldungen („Update“) anzuzeigen.
Seit Mitte 2015 publiziert der Aviation Herald zudem Videos ausgewählter Ereignisse auf YouTube, die bislang (Stand Juli 2025) über 12,2 Millionen Zugriffe erzielten.

## Würdigungen und Rezeption
- In einem Artikel von CNN wird der Betreiber der Website, Simon Hradecky, als „aviation geek“ bezeichnet.[7]
- Der Spiegel bezeichnet den Aviation Herald als „weltweit anerkanntes Online-Portal über Zwischenfälle in der Luftfahrt“.[3] Der schweizerische Tages-Anzeiger wertet die Website als „renommierten Flugsicherheits-Webdienst“.[8] Die internationale Nachrichtenagentur Reuters klassifiziert den Aviation Herald als „respected independent website monitoring air accidents“.[9] Die deutschsprachige Flug Revue betrachtet den Aviation Herald als „sehr seriös einzuschätzende Flugsicherheits-Webseite“.[10] Der New Zealand Herald sieht den Aviation Herald als eine „highly respected website“ an.[11]
- Internationale überregionale Medien übernehmen bisweilen Meldungen der Website oder berufen sich auf diese.[12][13][14][15][16][17]
- In die Kritik kam das Portal beim Absturz des Azerbaijan-Airlines-Fluges 8243, wo noch Tage danach der als sicher geltende Abschuss sinngemäß als "antirussische Agitation und antirussische Propaganda" abgetan wird.[18]
- Kritik am Portal gab es ebenfalls, als dort rund um den 10. Jahrestag des Absturzes von Germanwings 9525 vom Betreiber Thesen verbreitet wurden, die von den meisten Experten als unplausibel oder Verschwörungstheorien eingestuft werden. Nach den Thesen von Simon Hradecky sei entgegen den auf Fakten basierenden Erkenntnissen der Flugunfallermittler möglicherweise nicht der Erste Offizier Andreas Lubitz am Absturz schuld. Stattdessen habe ein Computerfehler den Sinkflug des Airbus automatisch ausgelöst, im gleichen Moment sei der Pilot im Cockpit bewusstlos geworden und der andere Pilot habe nicht zurück ins Cockpit gekonnt, weil das Panel für die Eingabe des Zutrittscodes defekt gewesen sei. Hradecky unterstellt außerdem, dass möglicherweise gar nicht Andreas Lubitz, sondern der Kapitän zum Absturzzeitpunkt alleine im Cockpit gewesen sei. Renommierte Experten sowie der Düsseldorfer Staatsanwalt Christoph Kumpa wiesen derartige Spekulationen als "Verschwörungstheorien" zurück und bekräftigen, dass es keinen Zweifel an der Tat von Andreas Lubitz gibt.[19][20][21][22][23][24][25][26]

## Angriffe
Nach Berichten des Aviation Herald über einen riskanten Landeanflug einer Maschine der Ryanair auf den Allgäu Airport Memmingen im September 2012 übte die Fluggesellschaft im Dezember 2012 juristischen Druck auf die Website aus. Die deutsche Bundesstelle für Flugunfalluntersuchung veröffentlichte gleichwohl einen Zwischenbericht zu dem Vorfall bereits im November 2012. Nach Angaben der Website zog Ryanair die Anschuldigungen wenige Tage später zurück.